# Verchnjadzvinsk
Verchnjadzvinsk (in bielorusso Верхнядзві́нск?; in lituano Drisa, in polacco Dryssa) o Verchnedvinsk (in russo Верхнедви́нск?) è un comune della Bielorussia, situato nella regione di Vicebsk. L'insediamento è situato sulla Dvina occidentale alla confluenza della Drysa.

## Storia
Drissa è menzionata per la prima volta in una cronaca dell'anno 1386. Durante il periodo medievale ha fatto parte del Principato di Polack, del Granducato di Lituania e, in seguito, della Confederazione polacco-lituana.
Dal 1801 divenne il centro principale dell'Uezd di Drissa nel Governatorato di Vitebsk; durante la campagna di Russia dei francesi nel 1812, ospitò un accampamento fortificato descritto da Lev Tolstoj nel terzo libro di Guerra e Pace.
Fu elevato a centro raion (capoluogo) nel 1924. Durante la seconda guerra mondiale il centro abitato fu occupato dalle truppe tedesche e la maggior parte della popolazione locale fu massacrata.